# Nízké napětí
| Rozsahy napětí dle IEC | Střídavé napětí RMS (V) | Stejnosměrné napětí (V) | Riziko            |
| ---------------------- | ----------------------- | ----------------------- | ----------------- |
| Velmi nízké napětí     | < 50                    | < 120                   | Nízké riziko      |
| Nízké napětí           | 50 až 1 000             | 120 až 1 500            | Úraz proudem      |
| Vysoké napětí          | > 1 000                 | > 1 500                 | Elektrický oblouk |

Nízké napětí (anglicky Low voltage) je elektrické napětí, které je ve spotřebitelském segmentu označováno jako síťové napětí používané pro komerční elektrické spotřebiče a osvětlení v domácnostech i průmyslu. Nízké napětí představuje podstatné riziko úrazu elektrickým proudem, které je nutné minimalizovat technickými opatřeními (izolace, uzavření, uzemnění...), ale malé riziko vzniku elektrického oblouku ve vzduchu. Termín nízké napětí slouží k odlišení od vysokého napětí, které vyžaduje vyšší stupeň ochrany.

## Charakteristika
Nízké napětí patří do rozsahu 50 až 1000 V~ (střídavé) nebo 120 až 1500 V= (stejnosměrné). V elektrotechnice je nízké napětí relativní pojem, který je různě definován v oboru přenosových soustav, bezpečnosti i států.

### Právní úprava v ČR
Podle přílohy č. 4 Vyhlášky č. 100/1995 Sb. smí jednoduchá elektrická zařízení s malým napětím obsluhovat osoba seznámená (§3), která je bez elektrotechnické kvalifikace a je tak považována za laickou obsluhu. Důsledkem vyhlášky je dodávání návodů k elektrickým zařízením připojovaným v domácnostech do síťového napětí, které obsahují dostatečné informace, jak se zařízením správně pracovat a jak se chránit před úrazem elektrickým proudem. Ve firmách vzniká povinnost zaměstnance prokazatelně seznámit s pravidly obsluhy takových zařízení a vyškolit v BOZP (Bezpečnost a ochrana zdraví při práci).
Jakákoliv montáž (údržba, měření atp.) elektrického zařízení je podle Vyhlášky č. 100/1995 Sb. považováno za práci na zařízení. Na zařízeních s malým napětím může pod napětím sama pracovat osoba znalá s vyšší kvalifikací (§6, pracovník s praxí delší než 1 rok), což je takto faktická podmínka pro OSVČ pracující samostatně jako elektrikář. Kvalifikace pro získání §6 (osoba znalá s vyšší kvalifikací) vyžaduje mít alespoň ukončené střední odborné vzdělání ze skupiny oborů 26 (elektrotechnika, telekomunikační a výpočetní technika) podle Jednotné klasifikace oborů vzdělání s alespoň stupněm E (výuční list) podle Klasifikace kmenových oborů vzdělání (KKOV). Teprve poté je možné po absolvování zkoušky získat „osvědčení o odborné způsobilosti v elektrotechnice“ podle Vyhlášky č. 50/1978 pro osobu znalou (§5, lidově Padesátka) a po získání praxe 1 rok je možné získat §6. Ve firmách musí být osoba znalá i přes získané osvědčení řádně proškolena v práci na dotčených elektrických zařízeních včetně BOZP (Bezpečnost a ochrana zdraví při práci).